# Momotombo
Momotombo je aktivní sopka v Nikaragui. Její poslední aktivita proběhla v roce 1905 a následně v roce 2015. Sopka je relativně „mladá“ – její stáří se odhaduje na cca 4500 let. Nachází se při severním pobřeží jezera Managua v blízkosti města León.

Velká erupce v roce 1610 zničila španělské koloniální město León. Ruiny města (známé pod názvem León Viejo) jsou od roku 2000 zapsány na seznam světového dědictví UNESCO.